# Конституция на Република България
Конституцията на Република България е основният закон на Република България. Приета е на 12 юли 1991 г. от VII велико народно събрание.
Конституцията установява основните принципи, върху които се изгражда политическата система на обществото – политически плурализъм, разделение на властите на законодателна, изпълнителна и съдебна. Тя определя най-важните институции в държавата: Народно събрание, Министерски съвет, Президент, съдебната система и органите на местното самоуправление. В нея са посочени принципите на демократичната избирателна система – общо, равно и пряко избирателно право с тайно гласуване, определени са формите на собственост – частна и публична (държавна и общинска), основните права и свободи на гражданите и основните задължения на гражданите, държавният герб и печат, химнът, знамето и столицата на Република България.

## История
След изменения в предходната Конституция, приети през пролетта на 1990 г. (ДВ 29) и Закон за избиране на Велико народно събрание, последното приема КР България за около година. Четвъртото гласуване (чрез подписване) завършва на 12 юли 1991 г., на следващия ден КР България е обнародвана (ДВ 56) и влиза в сила.
Приемането е съпроводено от т.нар. Протест на тридесет и деветимата.

## Структура

### Преамбюл
Редактиран е от Валери Петров.
Преамбюлът на Конституцията на Република България гласи:
„Ние, народните представители от Седмото велико народно събрание, в стремежа си да изразим волята на българския народ,
като обявяваме верността си към общочовешките ценности: свобода, мир, хуманизъм, равенство, справедливост и търпимост;
като издигаме във върховен принцип правата на личността, нейното достойнство и сигурност;
като съзнаваме неотменимия си дълг да пазим националното и държавното единство на България,
прогласяваме своята решимост да създадем демократична, правова и социална държава, за което приемаме тази 
КОНСТИТУЦИЯ“

### Глава първа: ОСНОВНИ НАЧАЛА
Текст

### Глава втора: ОСНОВНИ ПРАВА И ЗАДЪЛЖЕНИЯ НА ГРАЖДАНИТЕ
Текст

### Глава трета: НАРОДНО СЪБРАНИЕ
Текст

### Глава четвърта: ПРЕЗИДЕНТ НА РЕПУБЛИКАТА
Текст

### Глава пета: МИНИСТЕРСКИ СЪВЕТ
Текст

### Глава шеста: СЪДЕБНА ВЛАСТ
Текст

### Глава седма: МЕСТНО САМОУПРАВЛЕНИЕ И МЕСТНА АДМИНИСТРАЦИЯ
Текст

### Глава осма: КОНСТИТУЦИОНЕН СЪД
Текст

### Глава девета: ИЗМЕНЕНИЕ И ДОПЪЛНЕНИЕ НА КОНСТИТУЦИЯТА. ПРИЕМАНЕ НА НОВА КОНСТИТУЦИЯ
Текст

### Глава десета: ГЕРБ, ПЕЧАТ, ЗНАМЕ, ХИМН, СТОЛИЦА
Текст

## Промени в Конституцията
В Конституцията на Република България са извършени общо 6 промени, една от които е частично обявена за извършена извън правомощията на Обикновено народно събрание и оттам – противоконституционна. В общественото мнение те се свързват с присъединяването на България към Европейския съюз (ЕС).

### Промени през 2003 г.
- Прецизирани са изискванията за придобиване, възстановяване на несменяемост и освобождаване от длъжност на представителите на съдебната власт. Несменяемост се постига след 5-годишен стаж, атестация; отстраняване е възможно и при неизпълнение на служебните задължения (което през 2006 г. е обвързано с правомощията на Народното събрание по отношение на висшите магистрати); административните ръководители имат 5-годишен мандат с право на еднократно преизбиране и др.
- Депутатският имунитет (положение преди 2006 г.) на съдиите, прокурорите и следователите е заменен с функционален. В кръга на своята служебна дейност те носят гражданска и наказателна отговорност само при престъпления от общ характер. Задържане е допустимо само при тежко престъпление и то след разрешение от Висшия съдебен съвет (ВСС), освен ако е заварено. (С промяната на КР България от 2006 г. депутатския имунитет е намален още повече в тази насока.) (ДВ, бр. 85/ 2003 г.)

### Промени през 2005 г.
Конституционният съд се произнася по Договора за присъединяване на България към ЕС и впоследствие са извършени вторите промени в КР България.
- Към основните насоки на Република България е добавено участието в ЕС.
- Известното разрешение за ‘’придобиване на земя от чужденци и чужди юридически лица’’ се отнася само до такива от ЕС и до случаите, уредени с нов, влязъл в сила след гласуване с мнозинство 2/3 от всички народни представители международен договор.
- Допуска се предаването на български гражданин на друга държава или международен съд, когато такова наказателно преследване е предвидено във влязъл в сила международен договор.
- Европейски граждани (вкл. български) могат да гласуват за членове на Европейския парламент и за местни органи.
- Договорите за предоставяне на правомощия на ЕС, произтичащи от Конституцията, се ратифицират и денонсират със закон, при мнозинство 2/3 от всички народни представители.
- Тъй като Министерски съвет (МС) ще изпълнява функции по отношение на българското членство в ЕС, той трябва да информира Народното събрание за задълженията на България и приемането на актове на ЕС. Иначе казано, МС ще има инициативата и нормотворческия глас при приемане на тези актове. (ДВ, бр. 18/ 2005)

### Промени през 2006 г.
- Намален е депутатският имунитет, съответно на конституционните съдии: Разрешение за задържане или възбуждане на наказателно разследване може да се иска вече и при „нетежки“ престъпления от общ характер, а при писмено съгласие на народния представител разрешението за възбуждане не е необходимо.
- Законодателната власт упражнява контрол над съдебната чрез приемане на годишните доклади на председателите на ВАС и ВКС и на главния прокурор и освобождаването им при неизпълнение на служебните задължения, като президентът има право на отлагателно вето.
- Въведен е нов и оспорван (вкл. и от представители на ЕС) текст, който е и безпрецедентен случай на фиксиране на министерска длъжност в новата Конституция. Министърът на правосъдието предлага бюджета, управлява сградите, предлага кадрови решения и проверява движението на делата в ‘’независимата’’ съдебна власт.
- Омбудсманската институция се закрепя на конституционно ниво и ѝ се предоставя право да сезира Конституционния съд за установяване на противоконституционност, но само по въпроси, които засягат правата на гражданите.
- Засилва се ролята на прокуратурата (контрол и самостоятелно извършване на разследването) и се намалява тази на следствието (до изрично изброените в Наказателно-процесуалния кодекс състави). (ДВ, бр. 27/ 2006)

### Промени през 2007 г.
- Дейността на въоръжените сили се урежда със закон.
- Подготовката на гражданите за защита на отечеството се урежда със закон.
- Народното събрание има самостоятелен бюджет.
- Народното събрание установява данъците и определя размера на държавните данъци;
- Народното събрание изслушва и приема годишните доклади на Върховния касационен съд, на Върховния административен съд и на главния прокурор, внесени от Висшия съдебен съвет, за прилагането на закона и за дейността на съдилищата, прокуратурата и разследващите органи.
- Народното събрание изслушва и приема доклади за дейността на органи, които изцяло или частично се избират от Народното събрание, когато това е предвидено в закон.
- Определят се задълженията на Висшия съдебен съвет и как се прекратява мандатът на членовете му.
- Създава се Инспекторат към Висшия съдебен съвет.
- Уточнява се начинът за финансиране на общините

### Промени през 2015 г.
Приети са със закон от XLIII народно събрание на 16 декември 2015 г. (ДВ бр.100/2015). Свързват се предимно с актуалната по това време реформа в областта на правосъдието.
Промените касаят структурата на Висшия съдебен съвет и правомощията на Висшия адвокатски съвет.